# Computer Science and Information Systems
Computer Science and Information Systems (ComSIS) је научни часопис за рачунарство и информационе системе, који излази у Србији од 2004. године.

## О часопису
ComSIS је намењен објављивању оригиналних научних радова, како из теоретских основа рачунарства, тако и оних који прате комерцијалне, индустријске и образовне аспекте дизајна и имплементације софтвера и информационих система. Часопис објављује и истраживачке радове који доприносе разумевању важних и актуелних области компјутерске науке. Као додатак широком дијапазону утврђених тема, ComSIS има и посебна издања, посвећена специфичним темама у свим областима рачунарства и информационих система. Примљени текстови пре објављивања пролазе строгу процедуру рецензирања.

## Издавач
Часопис је почео да излази 2004. године у Србији на енглеском језику. Издавач је ComSIS Конзорцијум, група водећих научних институција са универзитета у Србији и Црној Гори, укључујући Српску академију наука и уметности, уз финансијску подршку Министарства науке, образовања и технолошког развоја Републике Србије. Излази два пута годишње.

## Активности и циљеви
Један од циљева ComSIS-а је повезивање истраживања и развојних резултата у области рачунарства, софтверског инжењеринга и информационих система. Часопис подржава политику отвореног приступа и дистрибуције објављених рукописа, обезбеђујући "доступност и слободно коришћење на интернету, допуштајући сваком кориснику да прочита, претражи, сачува, копира, подели, повеже и одштампа комплетан објављени текст." Одговарајућа новчана надокнада се наплаћује само за штампано издање.

## Фактор утицаја
Научни часопис Computer Science and Information Systems (ComSIS) уврштен је на SCI листу (Journal Citation Reports by Thomson Reuters) 2010. године чиме је стекао међународно признање. За све часописе који се реферишу у цитатним базама, фактори утицаја су релевантан критеријум научне вредности часописа и један од показатеља успешности, квалитета и оправданости рада истраживача, научника и институција у којима раде. Часописи на SCI листи имају најстроже критеријуме рецензирања што је од пресудног значаја за углед часописа, али и Србије у светској научној заједници.